# Per Åke Laurén
Per Åke Laurén, född 20 maj 1879 i Helsingfors, död där 14 januari 1951, var en finländsk målare, författare och översättare.
Laurén studerade 1899–1901 vid Finska konstföreningens ritskola och företog studieresor till Paris bland annat 1906, 1909 och 1912 samt ställde ut första gången 1900. Han framträdde i början av 1900-talet med bland annat nationalromantiska och symboliska motiv; hans beundran för Aleksis Kivi ledde även till illustrationer av Sju bröder. Motivvärlden sammanföll ofta med bland annat Pekka Halonens och Juho Rissanens. Laurén inspirerades emellertid tidigt av neoimpressionismen, och efter att han 1914 blivit medlem i Septemgruppen utvecklades han till en förfinad och sensibel landskapsmålare.
Han engagerade sig dessutom i ungdomsföreningsrörelsen och blev en ivrig etnograf och släktforskare. Han skrev ett antal lustspel på bygdemål och översatte de mest betydande av Aleksis Kivis arbeten, bland annat Sockenskomakarna, till svenska.
Laurén undervisade 1926–1951 vid Centralskolan för konstflit och 1937–1944 vid Finska konstföreningens ritskola, som han förestod 1938–1941.